# Penha de França
Penha de França ist eine portugiesische Gemeinde (Freguesia) im 4. Bairro der Hauptstadt Lissabon.
Sie wurde am 13. April 1918 errichtet. 1959 trat die Gemeinde Teile ihres Gebiets für die Gründung der Gemeinden São João und Alto do Pina ab. Schutzpatronin der Freguesia ist die Nossa Senhora da Penha de França.

## Bauwerke

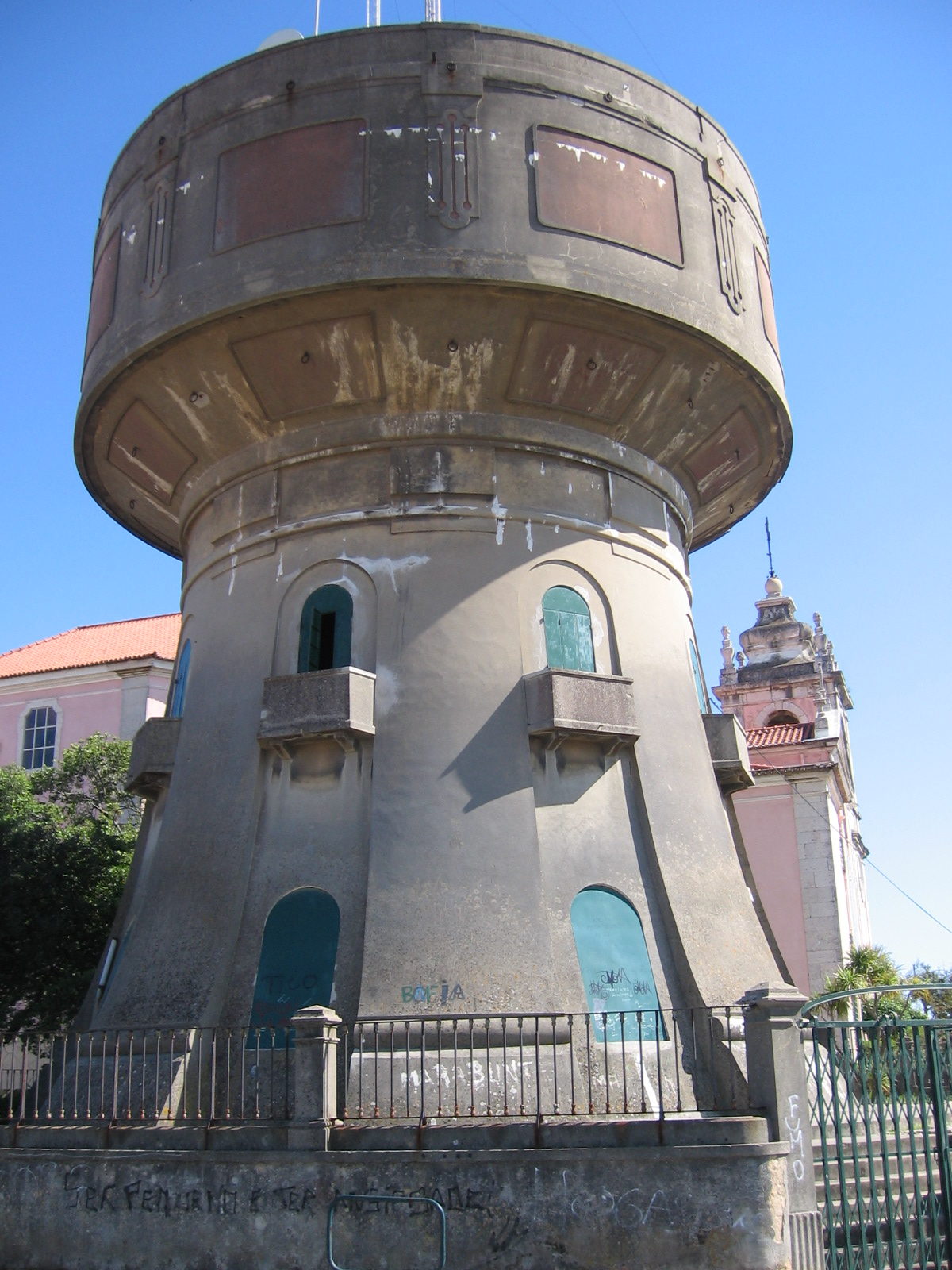
Lager der EPAL, errichtet 1929, im Hintergrund die Igreja da Penha de França

- Kirche und Konvent der Nossa Senhora da Penha de França
- Escola Técnica Elementar Nuno Gonçalves
- Gebäude Praça Paiva Couceiro n.º 6
- Chafariz da Penha de França
- Jardim da Praça António Sardinha
- Jüdischer Friedhof